# Taglöhnergärten
Die Taglöhnergärten bilden ein 9,4 Hektar großes Landschaftsschutzgebiet in Karlsruhe (Schutzgebietsnummer 2.12.016).

## Lage und Charakteristik
Das Gebiet umfasst im Naturraum der Schwarzwaldrandplatten im Ortsteil Hohenwettersbach südlich der Bergwaldsiedlung die Gewanne „Taglöhnergärten“, „Hinter den Taglöhnergärten“, „Waldäcker“ und einen Teil des Gewanns „Rotenbüschle“.
Die Ausweisung als Landschaftsschutzgebiet erfolgte zur „Sicherung und Erhaltung der landschaftlichen Schönheit und Eigenart des extensiv genutzten Streuobstbestandes mit zum Teil waldnahen Wiesen als ökologisch wertvolle Ausgleichsfläche im Stadtgebiet und als Lebensraum zahlreicher zum Teil seltener und gefährdeter Tierarten, vor allem von Vögeln, Amphibien und Insekten.“

## Toponymie und Geschichte
Bei den Taglöhnergärten handelt es sich um den Hohenwettersbacher Taglöhnern zu Eigennutzung überlassenes Land.
Das Landschaftsschutzgebiet wurde durch Verordnung des Regierungspräsidiums Karlsruhe vom 27. November 1985 unter Schutz gestellt.